# Междуличностна психотерапия
Междуличностната психотерапия е ограничена във времето психотерапия, която се фокусира върху междуличностния контекст и изграждането на междуличностни умения. Тя се основава на вярата, че междуличностните фактори могат да допринесат за психологически проблеми. Всеобщо е разграничава от други форми на терапия в нейното ударение по-скоро върху междуличностното, отколкото върху вътрешнопсихичното.

## История
Междуличностната психотерапия е клон на работата по междуличностна психоанализа на Хари Стек Съливан, който макар да тръгва от психодинамични основи е силно повлиян от социологията и социалната психология.
Междуличностната терапия за първи път е разработена като теоретично плацебо за ползване в психотерапевтичните изследвания на Джералд Клерман. Терапията е развита през 70-те и 80-те като лечение за амбулаторно лечение на възрастни, които са диагностицирани със средна или тежка нехалюцинативна клинична депресия.
Макар че отначало е развита като индивидуална терапия за възрастни, впоследствие е модифицирана за използването при юноши и по-стари хора, биполярно разстройство, булимия, след родилна депресия и брачно консултиране.. През последните 30 години редица емпирични изследвания демонстрират ефикасността на междуличностната психотерапия в лечението на депресията и различни други разстройства..